# Alphonse de Cock de Rameyen
Nicolas Joseph Alphonse de Cock de Rameyen (Antwerpen, 2 juli 1839 - 5 april 1936) behoorde tot een notabele Antwerpse familie.

## Levensloop
Hij was een zoon van Theodore de Cock, voorzitter van de handelsrechtbank in Antwerpen, en van Marie-Thérèse le Grelle. Hij werd bankier en trouwde in 1863 in Berchem met Marie-Caroline le Grelle (1844-1874). Ze kregen drie dochters en drie zoons: Georges, Anatole en Léopold (zie hierna). 
In 1889 werd hij opgenomen in de erfelijke adel en in 1910 kreeg hij vergunning om de Rameyen aan de familienaam toe te voegen.

## Georges de Cockde Rameyen
- Georges-Aloïs de Cock de Rameyen (1866-1947) was voorzitter van de Koninklijke Maatschappij voor Dierkunde Antwerpen, voorzitter van de verzekeringsmaatschappij Securitas en gemeenteraadslid van Antwerpen. Hij trouwde in Brasschaat in 1896 met Marguerite van Praet (1870-1916).
  - Antoine de Cock de Rameyen (1901-1962), bestuurder van vennootschappen, trouwde in Schoten in 1929 met Jacqueline della Faille de Leverghem (1908-1992). Ze kregen vier dochters.
  - André de Cock de Rameyen (1903-1971), beheerder van vennootschappen, trouwde met Marcelle van Havre (1910-1978). Ze kregen vier kinderen, met afstammelingen tot heden.
  - Elisabeth  de Cock de Rameyen (1897-1971), trouwde met René Kort (1890-1944). Ze kregen één kind, met afstammelingen tot heden.

## Anatole de Cock de Rameyen
Anatole de Cock de Rameyen (1867-1932), getrouwd in Gestel in 1923 met Marie-Emilie de Biolley (1892-1976), werd provincieraadslid, gedeputeerde en voorzitter van de provincieraad van Antwerpen, vervolgens senator. Met afstammelingen tot heden.

## Léopold de Cock de Rameyen
- Léopold Emmanuel Joseph Marie Alphonse de Cock de Rameyen (1872-1957) trouwde in Antwerpen in 1901 met Emma de Browne de Tiège (1881-1958).
  - Gabrielle de Cock de Rameyen (1902-1995) trouwde met ridder Eric Dessain (1895-1944). Hij was een zoon van ridder Charles Dessain, burgemeester van Mechelen en senator. Opgepakt door de vijand, kwam hij om in Harzungen op 18 oktober 1944. Aan de weduwe werd vergunning verleend om de titel barones te dragen voor de naam van haar man.
  - Roger de Cock de Rameyen (1904-1981) trouwde in 1931 in Beveren-Waas met Anne-Marie de Brouchoven de Bergeyck (1909-1942) en hertrouwde in Elsene in 1960 met gravin Christiane d'Oultremont (1923-2015). Ze hadden drie kinderen uit het eerste huwelijk, met afstammelingen tot heden.